# Rajmund Bacewicz
Rajmund Bacewicz (ur. 13 lutego 1951 w Nowej Wilejce) – polski fizyk, profesor nauk fizycznych, prorektor ds. nauki Politechniki Warszawskiej w kadencjach 2012–2016 i 2016–2020.

## Życiorys
Szkołę podstawową i liceum ukończył w Ełku. Po zdaniu matury rozpoczął studia na Wydziale Fizyki Uniwersytetu Warszawskiego, które ukończył w 1974, uzyskując dyplom magistra ze specjalnością fizyka ciała stałego. Po studiach objął posadę w Instytucie Fizyki Politechniki Warszawskiej (przekształconym później w Wydział Fizyki), gdzie od 2007 jest zatrudniony na stanowisku profesora zwyczajnego. Stopień doktora nauk fizycznych uzyskał w 1980 (z wyróżnieniem), zaś habilitację – w 1991 na podstawie pracy Elektryczne i optyczne właściwości związków półprzewodnikowych o potencjalnych zastosowaniach fotowoltaicznych. Profesurę otrzymał w 2003.
Głównym obszarem zainteresowań naukowych Rajmunda Bacewicza jest fizyka półprzewodników potrójnych ze szczególnym uwzględnieniem materiałów fotowoltaicznych. Na przełomie XX i XXI w. do tego obszaru dołączyły materiały mające potencjalne zastosowania spintroniczne.
Na początku lat 80. XX w. jako uczestnik prac w Zakładzie Półprzewodników otrzymywał i badał związki o strukturze chalkopirytu CuInSe2. Rezultaty prac zostały wykorzystane w produkcji wydajnych ogniw słonecznych. Odbył kilkumiesięczne staże we Włoszech na uniwersytetach w Parmie (w 1978) i Pawii (w 1981). W 1986 rozpoczął dwuletni staż naukowy w Solar Energy Research Institute w
Golden (Kolorado), gdzie poszukiwał nowych materiałów fotowoltaicznych. W
laboratorium wzrostu kryształów T. Ciszka opracował metodę krystalizacji półprzewodnikowych związków litu (LiZnP, LiZnAs, LiCdP, LiCdAs) i
zbadał ich podstawowe właściwości elektronowe. Materiały te dotąd nie były otrzymywane ze względu na wysoki poziom trudności technologicznej. Obecnie (2016 r.) prowadzi we współpracy z Wolnym Uniwersytetem Berlina badania materiałów poczwórnych o strukturze kesterytu. 16 października 2015 został powołany przez prezydenta Andrzeja Dudę do Narodowej Rady Rozwoju jako ekspert w obszarze nauki i innowacji.
Wypromował 8 doktorów, z czego pięciu otrzymało wyróżnienia. Jest autorem ok. 70 publikacji, zaś recenzował ok. 40 artykułów publikowanych m.in. w takich czasopismach jak Journal of Materials Research czy Journal of Physics.

## Członkostwa
- Członek Komitetu Fizyki Polskiej Akademii Nauk (od 2008 r.)
  - Członek Sekcji Optoelektroniki Komitetu Elektroniki i Telekomunikacji PAN
- Narodowa Rada Rozwoju
- Polskie Towarzystwo Fizyczne
- Polskie Towarzystwo Promieniowania Synchrotonowego
- Polskie Stowarzyszenie Fotoniczne
- Institute of Physics (Wielka Brytania)

## Nagrody, wyróżnienia, odznaczenia
- Krzyż Kawalerski Orderu Odrodzenia Polski (2020)[6]
- Nagroda Ministra Edukacji Narodowej (dwukrotnie)
- Nagroda JM Rektora Politechniki Warszawskiej
- Medal Komisji Edukacji Narodowej
- Srebrny Krzyż Zasługi